# Diversidade na rede
Diversidade da rede é o termo utilizado para destacar o aumento ou diminuição da habilidade de solucionar problemas através de indivíduos heterogênicos dentro de uma rede social.
Diversidade dentro de um grupo é baseada principalmente em diferenças informacionais, refletindo a educação e as experiências de cada um, valores ou metas, que influenciam na forma com que é percebido a importância de uma tarefa, além de cor, gênero, idade, cultura e muitos outros fatores. Ela pode tanto aumentar quanto diminuir a performance de grupos quando recebem um serviço no qual é necessário um alto nível de criatividade, dependendo da forma com que os conflitos gerados pela diversidade de ideias são resolvidos por seus integrantes.

## História
Teorias de categorização social foram a base das pesquisas sobre relações intergrupais. Ao utilizar essas teorias pesquisadores perceberam que relacionamentos entre membros de times de diferentes identidades de grupo eram manifestações essencialmente interpessoais de relações intergrupais maiores, ou seja, membros de grupos, ao se compararem, criavam categorizações de acordo com suas ideias, quebrando esses grupos em subgrupos. Esses subgrupos de ideologias parecidas acreditavam em seus argumentos de forma empírica e rejeitavam ideologias diferentes das suas. Esse formato tendencioso acabava gerando conflitos entre os subgrupos, diminuindo a moral e a produtividade desses grupos.
Alguns outros pesquisadores resolveram propor o contrário, que diferenças entre membros de um grupo podem aumentar a capacidade do mesmo de resolver problemas mais efetivamente do que grupos homogêneos. Essa perspectiva se desenvolveu no que mais tarde foi chamado de hipótese do valor na diversidade(value-in-diversity hypothesis), colocando que grupos de membros heterogêneos trazem perspectivas únicas, criando uma rede maior de informações e habilidades. A diversidade na rede então produziria conflitos e debates construtivos, fazendo com que membros de um time possam explorar soluções alternativas e conduzir análises mais completas dos problemas encontrados, além de permitir seus integrantes a aprenderem mais individualmente quando encaixados nesses grupos.

## Tipos de conflito gerados pela diversificação
Diversificar um grupo pode funcionar de três formas diferentes, segundo Margaret Ann Neale:
1. Conflito construtivo ou debate sobre o tema;
2. Conflito interpessoal/demográfico;
3. Conflito baseado em metas e valores.

O conflito construtivo é o mais positivo dos três, quando os integrantes debatem sobre a melhor ação a ser tomada, sendo o que deve ser encorajado para que a diversidade da rede seja alcançada com sucesso. Já o conflito interpessoal causa problemas à geração de soluções pois nele acontecem desentendimentos entre membros do grupo, diminuindo a criatividade do mesmo. No conflito baseado em metas e valores é possível gerar ambos os tipos citados anteriormente, sem uma meta homogênea o grupo pode entrar em desentendimento, caso esse requisito não seja cumprido os indivíduos pertencentes à equipe podem não conseguir se comunicar eficientemente, tornando o problema mais difícil e minando o objetivo da Diversidade.

## Efeitos da diversificação
De forma a tentar esclarecer os efeitos da diversificação de um grupo várias pesquisas foram feitas e, como resultado é possível saber formas de melhorar e piorar a efetividade de um grupo. Algumas das formas de aumentar a eficiência aparecem a seguir:
- Quando os membros do grupo partilham de uma cultura coletivista;[3]
- Quando os membros do grupo já trabalharam juntos por muito tempo;[1]
- Quando os membros partilham de uma perspectiva de integração e aprendizado;[1]
- Quando os membros partilham de alta congruência interpessoal.[1]

### Efeitos positivos
Diversificar membros de uma rede social aumenta a produtividade e a criatividade do grupo, além de aumentar a adaptabilidade, pois é possível, graças à diversidade, ter várias respostas para o mesmo problema. É possível ter um maior número de pontos de vista e também uma faixa de serviço mais ampla caso os funcionários tenham habilidades e experiências diversificadas.
É válido lembrar que os efeitos positivos mostrados a cima são apenas válidos caso os integrantes do grupo sintam que suas opiniões são ouvidas e que ele tenha uma relação amigável com todos os outros membros.

### Efeitos negativos
É possível que a diversidade na rede afete negativamente no desempenho de seus participantes. Barreiras de comunicação, como por exemplo a língua falada pelos membros da rede, como também resistências culturais e discriminação são fatores que afetam negativamente a produtividade num ambiente de diversidade, assim como resistência a mudanças e maus tratos entre os integrantes também causam um mal estar entre seus membros, minando o propósito de diversificar a rede.

### Impactos sobre a performance
O aumento ou diminuição da performance do grupo é medido de acordo com as características dos indivíduos contidos nesse time. Apesar de não ser óbvia a forma como se mede esse impacto, é possível, se utilizando da pesquisa "The Impact of Group Diversity on Performance and Knowledge Spillover -- An Experiment in a College Classroom", mostrar que, no contexto de uma sala de aula, grupos compostos em sua maioria por homens tiveram performance pior, tanto individualmente quanto coletivamente do que grupos com a maioria feminina e grupos igualmente misturados. Indivíduos pertencentes a grupos com maior diferença de idade e de gênero tiveram as maiores notas no exame.

### Diversificação em instituições de ensino
Alunos diferentes tem pontos de vista diferentes em vários assuntos, como pena de morte, proteção ao consumidor e livre discurso. Mesmo quando as experiências são similares, a raça, por exemplo, pode impactar a percepção, levando a diferentes formas de agir em eventos similares.
Tendo isso em mente, além dos fatores já citados em outros tópicos é possível afirmar que grupos diversificados, sendo por raça ou cultura, de alunos são capazes de aprender mais sobre assuntos acadêmicos e sociais do que um grupo homogêneo

### Diversificação no ambiente de trabalho
A diversificação no ambiente de trabalho é utilizada para resolver problemas ligados à criatividade ou problemas muito difíceis de se solucionar. Seus maiores benefícios são a maior produtividade e melhor performance, além de poder oferecer uma gama maior e mais adaptável de produtos. Porém, se implementado incorretamente ou sem coordenação pode gerar problemas de comunicação e de integração, além de possíveis problemas de competição.

## Crescimento econômico
Segundo o whitepaper "Network Diversity and Economic Development" indivíduos de fora de um grupo homogêneo, no contexto econômico, como por exemplo um bairro ou vilarejo são mais propensos a gerar novas oportunidades de negócio do que indivíduos que estão dentro desse grupo. Outros estudos também demonstram que membros de um grupo se beneficiam ao ter laços com membros de outras comunidades, sendo mais propensos a receber ofertas de emprego, aumentos salariais e oportunidades de empreendedorismo, sugerindo que é possível que os benefícios sociais de um indivíduo de ter uma rede social vasta se estendam também para o nível populacional.

## Inclusão
É necessário que os membros do grupo se sintam estimados, recebendo um tratamento que o membro julgue adequado para que ele ou ela se sinta pertencente e único(a) ao grupo. Esses sentimentos são altamente relacionados ao bem estar de cada indivíduo pertencente ao time e é o que se pode chamar de inclusão. A inclusão se relaciona diretamente com a capacidade do grupo de solucionar problemas complexos, sendo também capaz de aumentar as habilidades individuais de seus integrantes.
Por outro lado, caso membros do grupo não se sintam pertencentes ou únicos ao grupo é possível que eles desenvolvam problemas emocionais, comportamentais ou cognitivos.
Um problema abordado em "Inclusion and Diversity in Work Groups: A Review and Model for Future Research" mostra que no ano de 2005 mulheres ganhavam em média 77% do salário dos homens, já em 2008 um estudo mostrou que mesmo quando os salários iniciais de mulheres e minorias eram iguais aos dos homens brancos, os aumentos recebidos pelos homens eram maiores. Nesse mesmo estudo foi mostrado que imigrantes, de pele clara, que moram nos estados unidos recebem 17% a mais que imigrantes de pele escura. Por esses motivos foi criado um framework que visa a inclusão sem preconceitos.

### Framework de inclusão
O framework se utiliza da premissa que singularidade e pertencimento trabalhem juntos para criar o sentimento de inclusão. Mais especificamente a singularidade providenciará oportunidades para o aumento de performance do grupo quando um membro único é aceito como membro do time(pertencimento) e o grupo dá importância a essa característica.
O contrário de singularidade e pertencimento seria a exclusão, onde um indivíduo não é tratado com aceitação e outros são. A exclusão causa prejuízos ao desempenho do indivíduo e à sua saúde mental, sendo mais agravante em homens do que mulheres. Indivíduos que são respeitados por sua singularidade e não por seu pertencimento estão agrupados em "Diferenciação". Uma maneira de exemplificar a diferenciação é por freelancers, que são respeitados por seu talento mas não fazendo ofertas permanentes de emprego.

## Câmaras de eco
Um dos efeitos da falta de diversidade em uma rede social é a criação de câmaras de eco, que são locais onde a diversidade é quase inexistente, fazendo com que fontes favoráveis às ideologias praticadas por um determinado grupo sejam inquestionáveis e fontes contrárias sejam censuradas, evitando que os indivíduos presos tenham a habilidade de pensamento cético necessária para escapar. Esse tipo de ambiente é altamente comum em redes sociais, como Twitter e Facebook, graças a seus sistemas de capitalização baseado em propaganda. Essas redes sociais contém algoritmos de filtragem que criam um ambiente amigável ao usuário para que ele permaneça o máximo de tempo navegando. Essas ações transformam seus clientes em intolerantes ideológicos, pois esses se tornam tendenciosos, além de não procurarem outros pontos de vista que vão contra o seu próprio.